# SDDS

SDDS的標誌圖

SDDS全稱為Sony Dynamic Digital Sound（中譯：新力動態數碼音效），是由Sony公司針對電影院所研發的音效系統，其中數位音效的資訊內容是記錄在35mm電影膠片的左右端緣，以類似火車鐵道的平行軌方式進行連續記錄，因此也常俗稱為音軌。SDDS系統最多能夠同時進行8個獨立音效通道（簡稱：聲道）的錄製與之後的播放，而此8個聲道包括了5個前方聲道，2個（後方）環繞聲道，以及1個重低音聲道。事實上，如此的設計排佈近似於70mm膠片的磁錄音軌格式，不過70mm膠片主要是在非常大型的電影院的戲幕上才有感受到它的受用價值，較小的電影院一般只有三個幕前聲道，在此種情況下音軌方面就必須採取降混（downmixed）編製。此外SDDS音效系統及其技術目前Sony公司並沒有打算用於家庭，依舊持續最初的定位：純然只為電影院需求而專精設計的技術。

## 歷史

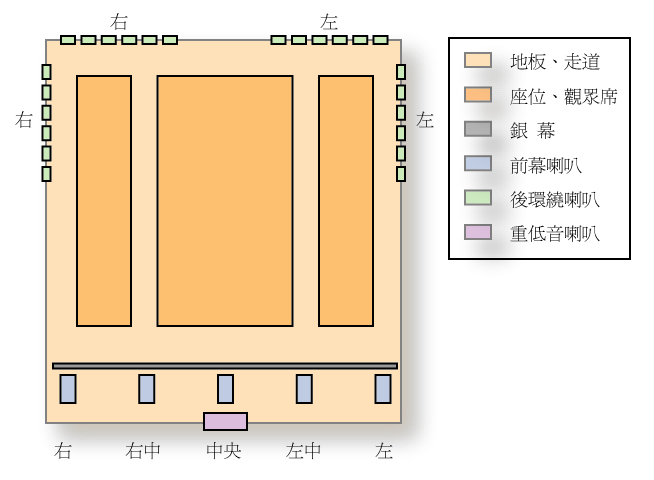
SDDS八聲道數位環場音效系統在電影院內的喇叭配置圖

SDDS由Semetex Corporation（加州Torrance市）為Sony開發。原定在史提芬史匹堡作品《鐵鈎船長》(Hook) 時面世，但最終計劃延期，及直接在1993年6月17日，由阿諾·史瓦辛格（Arnold Schwarzenegger）主演的《幻影英雄》（"Last Action Hero"，台譯：最後魔鬼英雄）中面世。此後，有超過1,400部的電影影片採用SDDS的音效記錄格式，至於電影院方面，到了1999年初已有6,750家以上的電影院裝設、佈建SDDS的音效播放系統。
SDDS的開發代號為"Green Lantern"（绿灯侠），名字源於漫畫中的英雄及「魔法燈籠」的舊法則，在十九世紀後期被形容為放映的影像。至於「綠」，則指使用綠色鐳射光在底片印上8微米數據位元。
SDDS的總設計為Jaye Waas，總光學工程師為Mark Waring，兩人都受聘於Semetex Corporation。

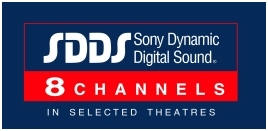
「SDDS 8-Channels」這個標誌是用來與其他業者所推行的六聲道系統及技術進行抗衡。

SDDS的開發，由概念直至成功製造聲軌拍攝機，共用了11個月，但以每週7天、每天16小時研發計算。
到目前為止，超過1,400部以上的片子採用SDDS音效格式，只有約97部的影片是真的以完整的八聲道進行混音（Mix，包含配音、配樂以及其他聲效製作編輯等）錄製，絕大多數的音效工作室仍是用六（5.1）聲道的系統設備而不是八（7.1）聲道來進行編輯製作，此外SDDS的八聲道錄製設備相當昂貴，此也使得許多工作室無力添購與增設新設備，如此也使得之後的發展變成只有較有預算、製作場地較大、較能允許放置更多製播設備的工作室才有八聲道的錄製系統可用。

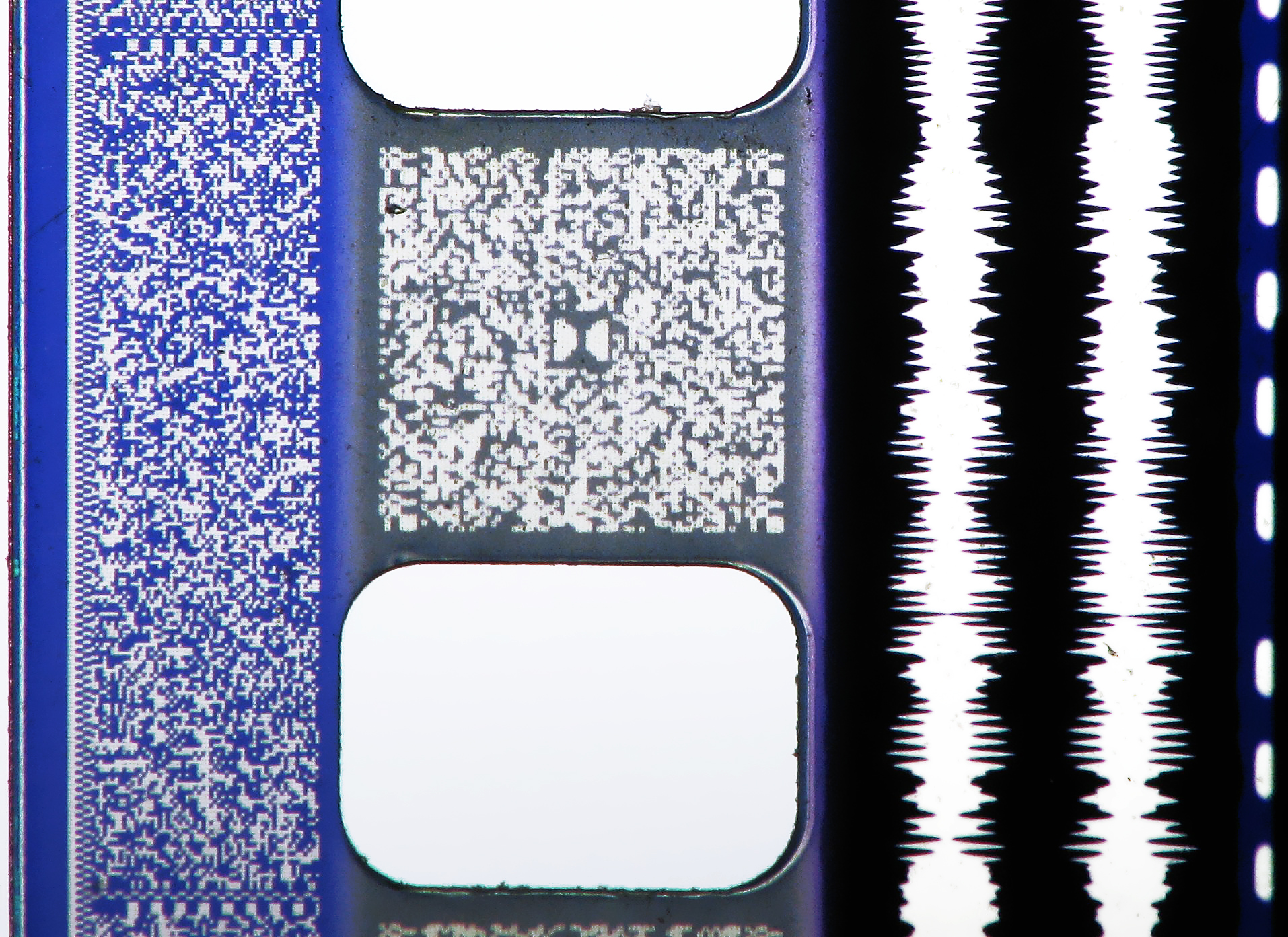
SDDS的數位音效資訊就記錄在35mm電影膠片的最左與最右端緣上的青綠色位置，位在膠片齒孔之外，而左側齒孔內到視框間還有些波浪形記錄的則是傳統光學性的模擬音軌記錄。

因此，SDDS是三種普及推廣型音效中最居弱的一種（此處還未將THX加以列算），而負責SDDS的新力戲院產品部門（Sony Cinema Products）也在2002年將職務告一段落，不過SDDS仍然持續支援多數的主要製片廠，然而新建的電影院中則愈來愈少安裝SDDS系統，此也是不爭的事實。即便如此，SDDS也依然是相當活躍的音效格式，在2005年仍有150部以上的新影片使用SDDS格式，2006年至今為止也已經超過100部，且2005年只有5部影片是真的使用到八個聲道，而2006年目前為止也已有3部使用上八聲道。
在西方，大批的戲院拷貝同時印上了SDDS、DTS及杜比數碼數據（或稱「聲軌」），加上雙聲道光學聲軌。光學聲軌在拷貝中是必需的，以應對戲院沒有安裝數碼聲音系統，及當數碼資料出錯時作為後備音訊來源。
由於SDDS聲軌放在太近邊緣的位置，所以比其他數碼格式更容易損毀。一旦SDDS出錯，轉用其他數碼格式或光學聲軌時，會有"Drop-out"現象。此現象使觀眾察覺到音量轉變、輕微失真等等。
由於延遲推出、隨來的可靠性問題及新器材的缺乏，使SDDS是三種數碼音效格式中最遲推出的。杜比數碼近乎所有拷貝都有印製，及時常唯一格式在獨立或低成本電影中。DTS聲軌也常常包括在主要電影發行中，雖然需要相應DTS音訊CD-ROM未必時常同時供應。
相關請參見：八聲道SDDS電影影片表列（List of 8 channel SDDS films）

## 技術

SDDS系統的聲道排置：5組前聲道、2組環繞聲道、以及1組重低音聲道，此種聲道的組態配置法也經常被書寫成「5/2.1」

SDDS的音軌及記錄資訊其實是印在電影膠片的最左右外緣的青綠色層（cyan color layer）位置，是比膠片上的扣鏈齒輪孔（sprocket hole）還要外處的地方。格式使用8微米數據位元。
SDDS可載有八個聲道的獨立數碼聲音編碼使用Sony公司自有的ATRAC編解碼法，以壓縮率約5:1、取樣率為44.1kHz及20位元解析度作來源壓縮。聲道的組態配置如下：
- 5組幕前聲道（5 screen channels）
  - 左聲道（Left）
  - 左中聲道（Left center）
  - 中央聲道（Center）
  - 右中聲道（Right center）
  - 右聲道（Right）
- 2組環繞聲道（2 surround channels）
  - 左環繞聲道（Left surround）
  - 右環繞聲道（Right surround）
- 1組重低音聲道（Subwoofer channel）

除此之外，還有四個備用聲道（Backup Channel）可供編碼，主要是在膠片左右側中的一側遭到壞損或其他因素影響時才派上用場：
- 中央聲道（Center）
- 重低音聲道（Subwoofer）
- 左聲道＋左中聲道（Left + left center）
- 右聲道＋右中聲道（Right + right center）

如此SDDS共有12個聲道，位元率總共2.2Mbps，遠比最大1.536Mbps的DTS，及更遠於0.37Mbps的戲院用杜比數碼。
在音效資料安全上，SDDS在底片兩側分隔17個畫框長度，所以若有一個疊接或者連續畫框遺失，都不會出現數據全部流失。

## 外部連結
- SDDS官方網站 （英文）